# Medea (Italia)
Medea es un municipio italiano situado en la provincia de Gorizia, en Friuli-Venecia Julia. Tiene una población estimada, a fines de marzo de 2024, de 945 habitantes.

## Evolución demográfica
| Gráfica de evolución demográfica de Medea entre 1861 y 2024 |
|                                                             |
| Fuente: ISTAT - Elaboración gráfica de Wikipedia            |